# Bisschopsmolen (Maastricht)
De Bisschopsmolen is een middenslag watermolen op de Jeker in het centrum van de Nederlandse stad Maastricht.

## Historie
De molen zou volgens een weinig betrouwbare overlevering dateren uit de 7e eeuw, de tijd van de bisschoppen van Maastricht. Een andere overlevering plaatst de verklaring van de huidige naam in de 11e eeuw, toen de eigenaar van de molen, hertog Godfried van Bouillon een deel van zijn bezittingen, waaronder de molen, verpachtte aan de bisschop van Luik ter financiering van zijn deelname aan de Eerste Kruistocht. Daarbij was de bepaling opgenomen dat de verpande bezittingen aan de bisschop zouden komen indien de hertog niet van de kruistocht zou terugkeren. Toen de hertog, die ongehuwd en kinderloos was, in 1099 in Jeruzalem stierf, werd de molen aldus bisschoppelijk bezit en werd deze vanaf die tijd Bisschopsmolen genoemd.
In 1442 werd de molen eigendom van het Maastrichtse brouwersambacht ten behoeve van de Armentafel van de Heilige Geest(?). Drie jaar later kwam het gilde ook in bezit van de Hertogsmolen eveneens op de Jeker gelegen, die het al vanaf 1426 in erfpacht had. Vanaf die tijd waren de Maastrichtse brouwers verplicht om hun mout in deze banmolens te laten malen en mocht er geen gemalen mout meer ingevoerd worden. De beide molens werden tot 1795 door de brouwers geëxploiteerd, toen de eigendommen van het gilde door de Fransen openbaar verkocht werden. De molen kwam toen in bezit van Henry Fabry uit het Belgische Hasselt, maar hij verkocht deze niet veel later aan de Maastrichtse kooplieden Lenaerts en de gebroeders Lemaire. Pieter Willem Lemaire was ook reeds in bezit van de molen De Vijf Koppen, de molen aan de Steenen Brug en een stoommolen in Luik.
Lemaire liet in de molen een pelmolen installeren en om deze te bedrijven een stoommachine als hulpkracht. Het bestaande waterrad had met zijn 6 m middellijn en breedte van 0,9 m bij een schoephoogte van 0,36 m voor de extra pelmolen een te laag vermogen. Bovendien was het verval van 1 meter van de Jeker te gering voor het verkrijgen van voldoende waterkracht. Na het overlijden van de beide broers werd de molen in 1847 toegewezen aan Hubertus Lemaire. In 1851 werd deze gedwongen om de molen wegens geluidsoverlast stil te leggen. Na het nemen van de nodige maatregelen mocht hij het pelbedrijf voortzetten. Na het overlijden van Hubertus Lemaire werd de molen door zijn weduwe verpacht aan Willem Hubertus Peusens, die deze in 1891 kocht toen de weduwe en haar minderjarige zoon naar Luik verhuisde. Peusens vertrok in 1915 naar de Vroenhof in Eijsden, waarna de molen stil kwam te liggen. Hij bleef eigenaar van de molen tot 1920, toen hij deze verkocht aan de Gemeente Maastricht. De gemeente verhuurde ze vervolgens aan molenaar Frans Crijns.
In 1924 werd een nieuw geklonken ijzeren waterrad gemonteerd met een middellijn van 6 m en een breedte van 0,92 m en kreeg het tevens een gemetselde krop. De molen heeft twee maalkoppels, waarvan een wordt aangedreven door het waterrad en de tweede door een aparte, eveneens in 1924, aangebrachte elektromotor.

## Gebruik
De in 2004 gerestaureerde molen is sinds 2005 weer in gebruik voor het malen van spelt. Elke dag wordt er speltgraan gemalen, dat van de boeren uit de omgeving wordt betrokken. De molen levert maalproducten aan de Gulpener Bierbrouwerij, die deze onder andere gebruikt voor het brouwen van Korenwolfbier. In de molen zijn verder een bakkerij en een kleine eetgelegenheid gevestigd.

## Zie ook

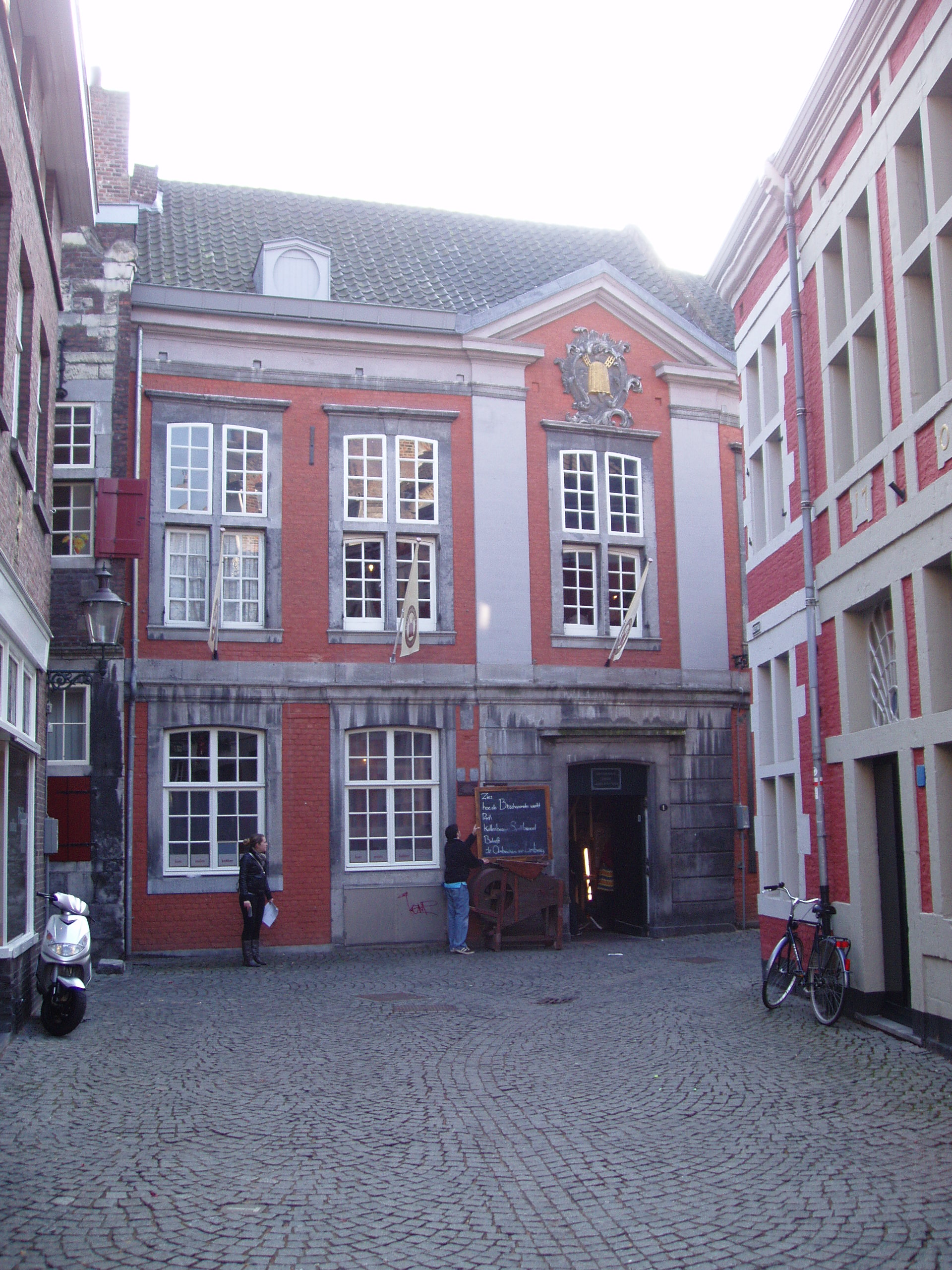
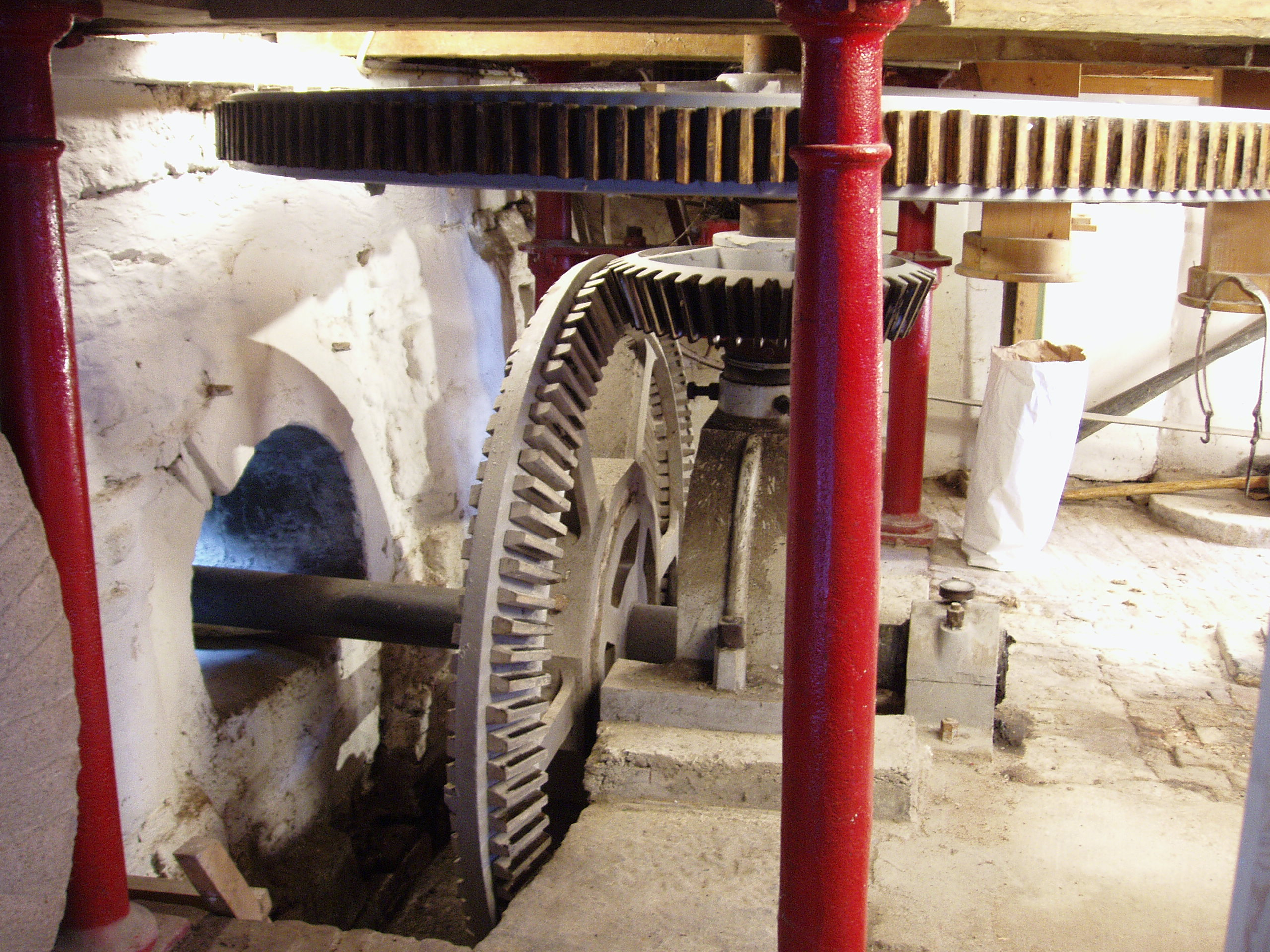
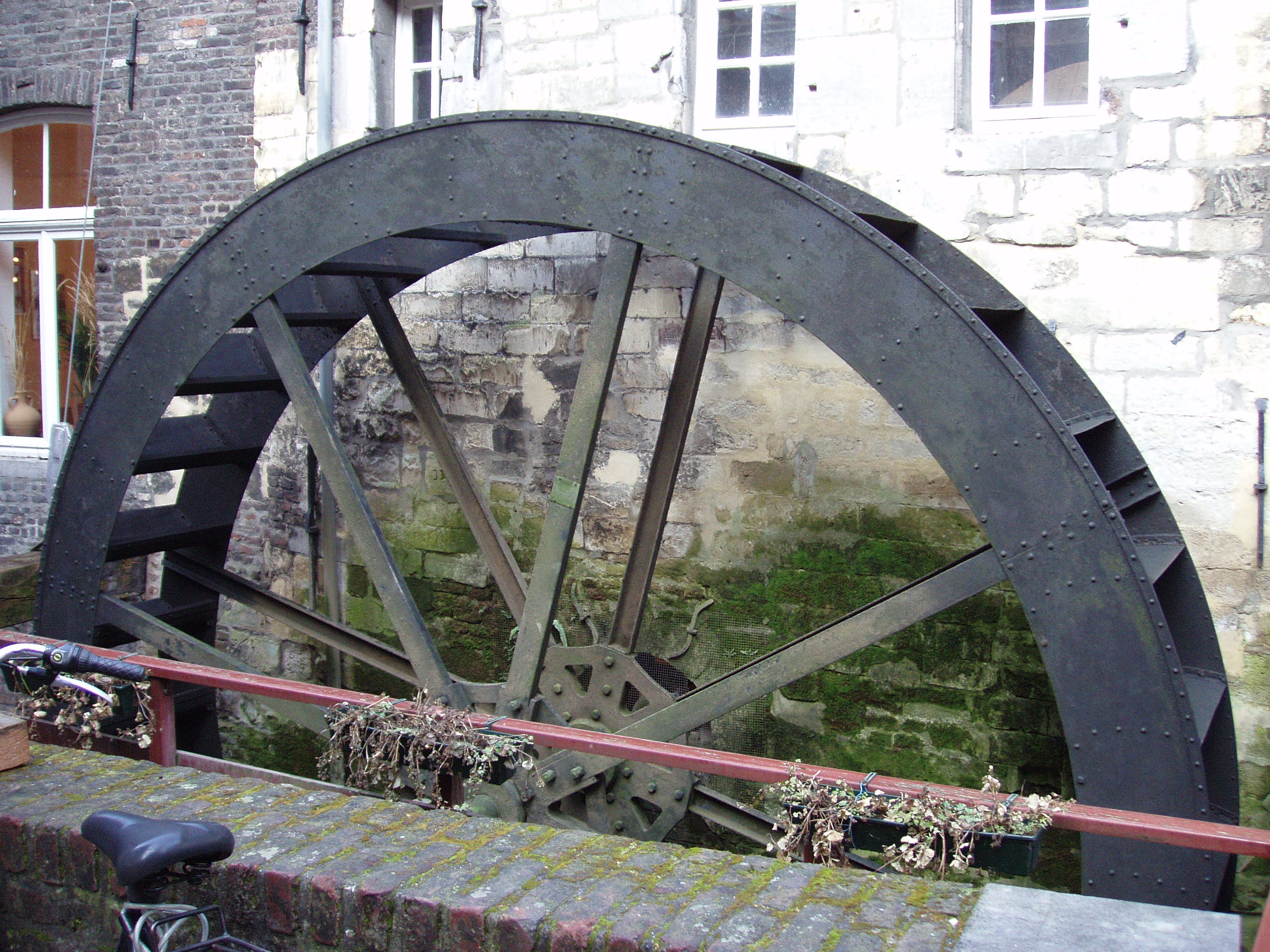
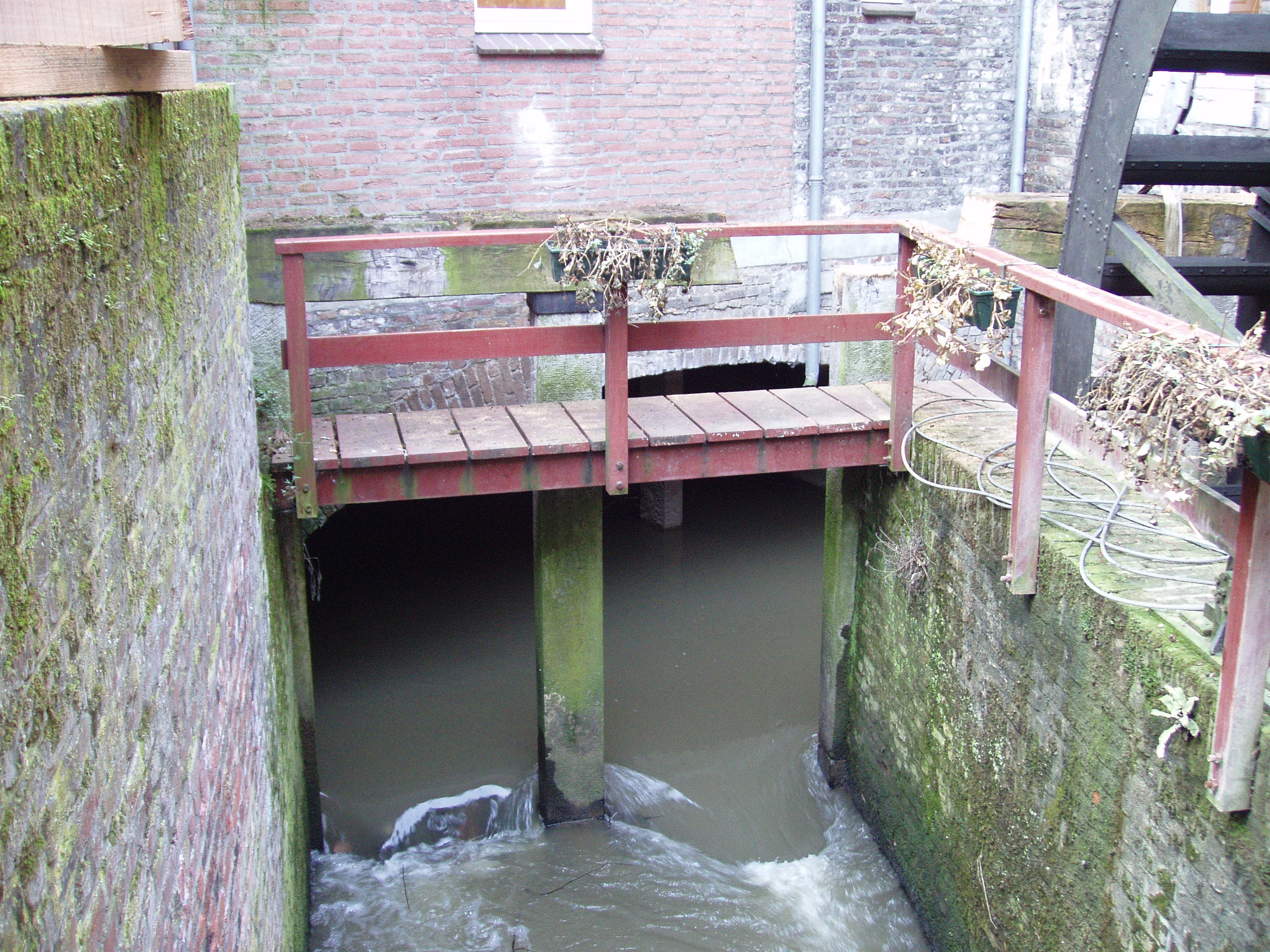
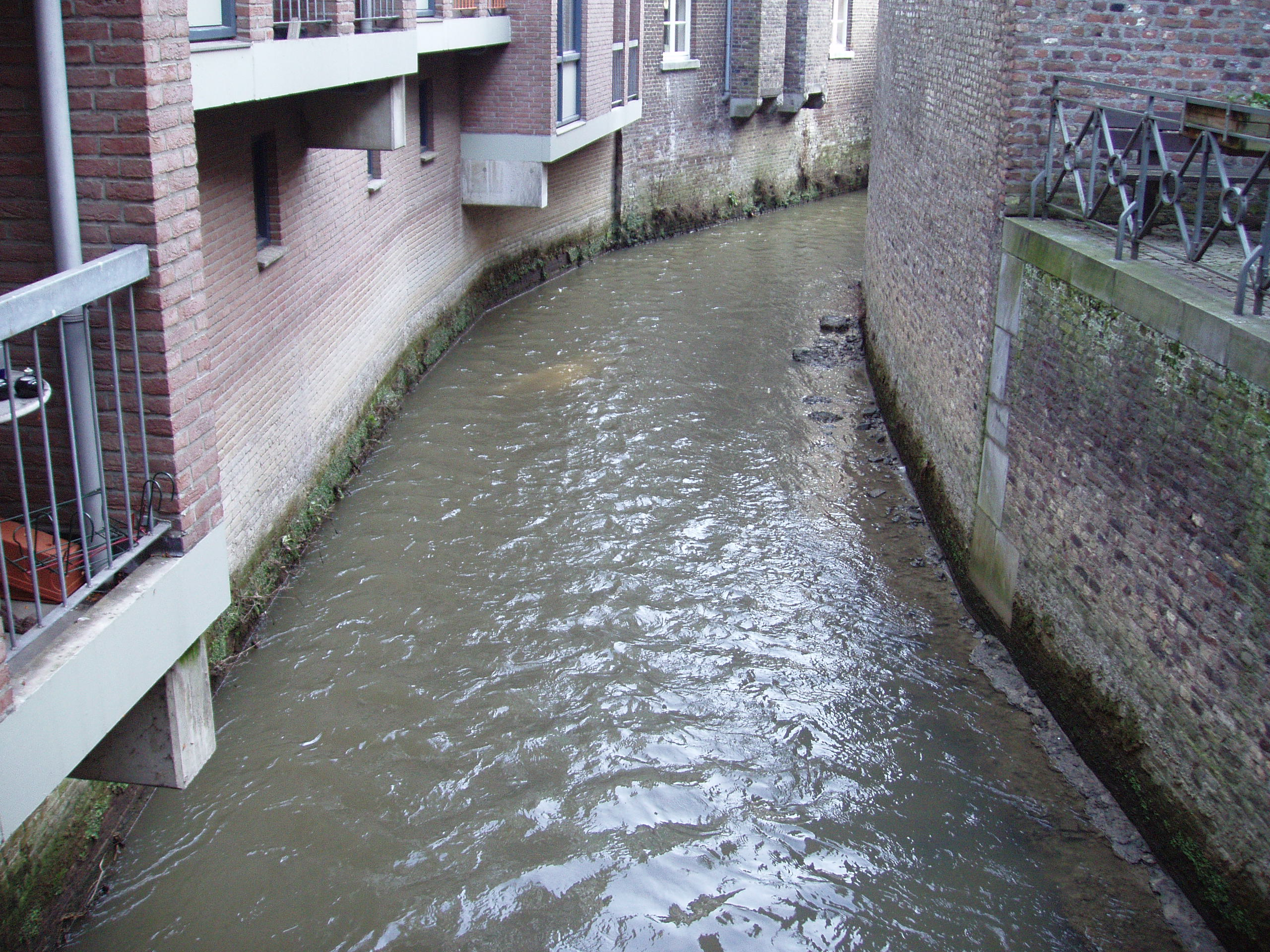